# Taekwondo-Weltmeisterschaften 2022
Die 25. Taekwondo-Weltmeisterschaften von World Taekwondo fanden vom 14. bis 20. November 2022 im Centro Acuático Code Metropolitano in Guadalajara, Mexiko, statt.
Am erfolgreichsten waren die Sportler des Gastgebers: Sie gewannen drei Goldmedaillen sowie einmal Silber und zweimal Bronze. Dahinter folgten die Mannschaften Chinas und Südkoreas.

## Ergebnisse

### Männer
| Gewichtsklasse | Gold               | Silber          | Bronze                  |
| -------------- | ------------------ | --------------- | ----------------------- |
| − 54 kg        | Omar Salim         | César Rodríguez | Bae Jun-seo             |
| − 54 kg        | Omar Salim         | César Rodríguez | Chen Po-yen             |
| − 58 kg        | Vito Dell’Aquila   | Jang Jun        | Brandon Plaza           |
| − 58 kg        | Vito Dell’Aquila   | Jang Jun        | Mohamed Khalil Jendoubi |
| − 63 kg        | Liang Yushuai      | Niyaz Pulatov   | Zaid Al-Halawani        |
| − 63 kg        | Liang Yushuai      | Niyaz Pulatov   | Joan Jorquera           |
| − 68 kg        | Kwon Do-yun        | Bradly Sinden   | Reza Kalhor             |
| − 68 kg        | Kwon Do-yun        | Bradly Sinden   | Javad Aghayev           |
| − 74 kg        | Daniel Quesada     | Edival Pontes   | Firas Katoussi          |
| − 74 kg        | Daniel Quesada     | Edival Pontes   | Stefan Takov            |
| − 80 kg        | Park Woo-hyeok     | Andoni Cintado  | Mehran Barkhordari      |
| − 80 kg        | Park Woo-hyeok     | Andoni Cintado  | Seif Eissa              |
| − 87 kg        | Mehdi Khodabakhshi | Meng Mingkuan   | Nikita Rafalovich       |
| − 87 kg        | Mehdi Khodabakhshi | Meng Mingkuan   | Bryan Salazar           |
| + 87 kg        | Carlos Sansores    | Iván García     | Sajjad Mardani          |
| + 87 kg        | Carlos Sansores    | Iván García     | Song Zhaoxiang          |

### Frauen
| Gewichtsklasse | Gold              | Silber              | Bronze                 |
| -------------- | ----------------- | ------------------- | ---------------------- |
| − 46 kg        | Lena Stojković    | Rukiye Yıldırım     | Huang Ying-hsuan       |
| − 46 kg        | Lena Stojković    | Rukiye Yıldırım     | Andrea Ramírez         |
| − 49 kg        | Daniela Souza     | Guo Qing            | Dunya Abutaleb         |
| − 49 kg        | Daniela Souza     | Guo Qing            | Panipak Wongpattanakit |
| − 53 kg        | Makayla Greenwood | Zuo Ju              | Tijana Bogdanović      |
| − 53 kg        | Makayla Greenwood | Zuo Ju              | Ivana Duvančić         |
| − 57 kg        | Luo Zongshi       | Lo Chia-ling        | Jade Jones             |
| − 57 kg        | Luo Zongshi       | Lo Chia-ling        | Hatice Kübra İlgün     |
| − 62 kg        | Sarah Chaâri      | Theopoula Sarvanaki | Aaliyah Powell         |
| − 62 kg        | Sarah Chaâri      | Theopoula Sarvanaki | Feruza Sadikova        |
| − 67 kg        | Leslie Soltero    | Aleksandra Perišić  | Cecilia Castro         |
| − 67 kg        | Leslie Soltero    | Aleksandra Perišić  | Milena Titoneli        |
| − 73 kg        | Nadica Božanić    | Lee Da-bin          | Crystal Weekes         |
| − 73 kg        | Nadica Božanić    | Lee Da-bin          | Rebecca McGowan        |
| + 73 kg        | Svetlana Osipova  | Dana Azran          | Lorena Brandl          |
| + 73 kg        | Svetlana Osipova  | Dana Azran          | Marlene Jahl           |

## Medaillenspiegel
| Platz  | Land               | Gold | Silber | Bronze | Gesamt |
| ------ | ------------------ | ---- | ------ | ------ | ------ |
| 1      | Mexiko             | 3    | 1      | 2      | 6      |
| 2      | China              | 2    | 3      | 1      | 6      |
| 3      | Südkorea           | 2    | 2      | 1      | 5      |
| 4      | Serbien            | 2    | 1      | 2      | 5      |
| 5      | Spanien            | 1    | 2      | 2      | 5      |
| 6      | Usbekistan         | 1    | 1      | 2      | 4      |
| 7      | Kroatien           | 1    | –      | 1      | 2      |
| 8      | Belgien            | 1    | –      | –      | 1      |
| 8      | Italien            | 1    | –      | –      | 1      |
| 8      | Ungarn             | 1    | –      | –      | 1      |
| 8      | Vereinigte Staaten | 1    | –      | –      | 1      |
| 12     | Großbritannien     | –    | 1      | 3      | 4      |
| 13     | Chinesisch Taipeh  | –    | 1      | 2      | 3      |
| 14     | Brasilien          | –    | 1      | 1      | 2      |
| 14     | Türkei             | –    | 1      | 1      | 2      |
| 16     | Griechenland       | –    | 1      | –      | 1      |
| 16     | Israel             | –    | 1      | –      | 1      |
| 18     | Iran               | –    | –      | 3      | 3      |
| 19     | Tunesien           | –    | –      | 2      | 2      |
| 20     | Ägypten            | –    | –      | 1      | 1      |
| 20     | Aserbaidschan      | –    | –      | 1      | 1      |
| 20     | Deutschland        | –    | –      | 1      | 1      |
| 20     | Jordanien          | –    | –      | 1      | 1      |
| 20     | Kolumbien          | –    | –      | 1      | 1      |
| 20     | Österreich         | –    | –      | 1      | 1      |
| 20     | Puerto Rico        | –    | –      | 1      | 1      |
| 20     | Saudi-Arabien      | –    | –      | 1      | 1      |
| 20     | Thailand           | –    | –      | 1      | 1      |
| Gesamt | Gesamt             | 16   | 16     | 32     | 64     |